# Cathy Caverzasio
Cathy Caverzasio (Ginevra, 28 settembre 1972) è un'ex tennista italiana naturalizzata svizzera.

## Biografia
Professionista dal 1987, ha rappresentato l'Italia fino al 1991 quando ha iniziato a gareggiare per la nazione elvetica; il figlio Kilian Feldbausch ha intrapreso a sua volta la carriera da tennista professionista.

## Carriera
A livello giovanile ha raggiunto la finale del doppio ragazze sia allo US Open 1988, in coppia con Laura Lapi, che al Roland Garros 1989 insieme a Silvia Farina.
Tra le professioniste ha raggiunto una finale WTA a Taranto nel 1989, l'anno successivo ha raggiunto i quarti di finale a Ginevra, Palermo, Kitzbühel e infine Brighton avanzando fino alla trentaquattresima posizione mondiale.
Vanta una finale WTA anche nel doppio femminile, a Ginevra in coppia con la connazionale Manuela Maleeva.
Ha fatto parte della squadra italiana di Fed Cup dal 1988 al 1990 mentre dalla stagione successiva ha rappresentato la Svizzera, in totale ha vinto tre incontri e ne ha persi due.

## Statistiche

### Singolare

#### Finali perse (1)
| Numero | Anno | Torneo                | Superficie  | Avversaria in finale | Punteggio     |
| 1.     | 1989 | Taranto Open, Taranto | Terra rossa | Karine Quentrec      | 3–6, 7–5, 3–6 |

### Doppio

#### Finali perse (1)
| Numero | Anno | Torneo                  | Superficie  | Compagna                  | Avversarie in finale           | Punteggio |
| 1.     | 1991 | WTA Swiss Open, Ginevra | Terra rossa | Manuela Maleeva-Fragnière | Nicole Provis Elizabeth Smylie | 1–6, 2–6  |